# マータ・ランドル
マータ・ランドル（Marta Randall、1948年 - ）はアメリカ合衆国のSF作家。また New Dimensions 誌や Nebula Awards 19 誌などの編集を行った。
クラリオン・ワークショップやクラリオン・ウェスト・ライターズ・ワークショップ、カリフォルニア大学バークレー校エクステンション、ポートランド州立大学、他私設ワークショップにおいて、クリエイティブ・ライティング、特にサイエンス・フィクションの書き方についての指導を行った。
1981年から1984年にかけてアメリカSFファンタジー作家協会の、当初は副会長に、そして後に初の女性会長に就任した。

## 作品リスト

### 長編
- Islands (1976) (Nebula Awards Nominee)
- A City in the North (1976)
- 星のフロンティア (Journey 1978)
- Dangerous Games (1980)
- The Sword of Winter (1983)
- Growing Light (as Martha Conley) (1983)
- Those Who Favor Fire (1984)

### 短編
- Smack Run (1972)
- A Scarab in the City of Time (1975)
- Secret Rider (1976)
- The State of the Art on Alyssum (1977)
- The View from Endless Scarp (1978)
- The Captain and the Kid (1979)
- Circus (1980)
- Singles (1981)
- On Cannon Beach (1984)
- Big Dome (1985)
- Sea Changes (1985)
- Lapidary Nights (1987)
- Thank You, Mr. Halifax (1985)
- Undeniably Cute: A Cautionary Tale (1986)
- Haunted (1986)
- Managing Helen (2003)
- The Dark Boy (2007)
- Làzaro y Antonio (2007)